# Jackson, Kalifornija
Jackson je grad u američkoj saveznoj državi Kalifornija. Prema popisu stanovništva iz 2010. u njemu je živjelo 4.651 stanovnika.